# Romano Ferrara
Romano Ferrara (...) è uno sceneggiatore e regista italiano.

## Biografia
Conosciuto come sceneggiatore e regista, fece la sua prima apparizione nel 1962 con il film di fantascienza I pianeti contro di noi.
Sempre negli anni '60 girò un giallo, Crimine a due, e un film d'avventura ambientato nella giungla, Gungala la vergine della giungla. Quest'ultimo avrà un seguito l'anno successivo dal titolo Gungala la pantera nuda di cui fu sceneggiatore accanto al regista Ruggero Deodato.
Nel 1971 firmò soggetto e sceneggiatura del film Paolo e Francesca diretto da Gianni Vernuccio e in cui fece la sua prima comparsa Teo Teocoli, accreditato nei titoli di testa come "Theo Colli".

## Filmografia

### Sceneggiatura
- Berlino appuntamento per le spie (Operazione Polifemo), regia di Vittorio Sala (1965)
- Gungala la pantera nuda, regia di Ruggero Deodato (1968)
- Paolo e Francesca, regia di Gianni Vernuccio (1971)

### Regia
- Intrigo a Los Angeles (1964)

### Sceneggiatura e Regia
- I pianeti contro di noi (1962)
- Crimine a due (1964)
- Gungala la vergine della giungla (1967)